# Hume Cronyn
Hume Blake Cronyn OC (London, Ontario, Canadà, 18 de juliol de 1911 − Fairfield, Connecticut, Estats Units, 15 de juny de 2003) va ser un actor i guionista canadenc.

## Biografia
El seu nom complet era Hume Blake Cronyn, i va néixer a London (Ontario), Canadà. Cronyn va tenir quatre germans, i els seus pares eren Hume Blake Cronyn, un home de negocis i membre de la Cambra dels Comuns del Canadà en representació del districte electoral de London, i Frances Amelia Labatt, hereva de la companyia cervesera Labatt Brewing Company. El seu avi patern, Verschoyle Cronyn, era el fill de Benjamin Cronyn, clergue anglicà que va ser el primer Bisbe de la diòcesi anglicana d'Huron, i fundador de l'Huron University College, germen de la Universitat Western Ontario. A més, Cronyn era també cosí del productor teatral Robert Whitehead i de l'artista Canadenc-Britànic Hugh Verschoyle Cronyn (1905 - 1996).
Entre 1917 i 1921 Hume Cronyn va ser el primer intern de l'Elmwood School d'Ottawa. Després de deixar Elmwood, Cronyn va anar al Ridley College, a St. Catharines (Ontario), i a la Universitat McGill de Mont-real, on va formar part de la fraternitat The Kappa Alpha Society.
A més, en els seus inicis Cronyn va ser boxejador aficionat de pes ploma, sent nominat per formar part de l'equip olímpic canadenc el 1932.
A la seva família li hauria estimat que es dediqués a l'advocacia però després de graduar-se en el Ridley College, Cronyn va decidir estudiar art dramàtic a la Universitat McGill, continuant els seus estudis posteriorment amb Max Reinhardt i en la American Academy of Dramatic Arts.
El 1934 va debutar com a actor teatral en el circuit de Broadway interpretant un conserge a l'obra Hipper's Holiday, i destacant gràcies a la seva versatilitat, que li facilitava encarnar diferents personatges teatrals. Com a actor teatral, el 1986 va guanyar un Drama Desk Special Award, i el 1990 va rebre la Medalla Nacional de les Arts.
La seva primera pel·lícula a Hollywood va ser L'ombra d'un dubte, dirigida per Alfred Hitchcock el 1943. Posteriorment va treballar en un altre film de Hitchcock, Lifeboat (1944), i va participar en els guions de Rope  i Under Capricorn  ambdues també dirigides per Hitchcock. Va ser nominat a l'Oscar al millor actor secundari per la seva actuació a The Seventh Cross , i va guanyar el Premi Tony pel seu paper de Poloni en el Hamlet de Richard Burton (1964).
Cronyn va comprar el guió What Nancy Wanted a Norma Barzman - posteriorment inclosa en la llista negra al costat del seu marit, Ben Barzman - amb la idea de produir la pel·lícula i que la protagonitzés Tandy. Tanmateix, va vendre el text a RKO Pictures, que més endavant la va rodar amb el títol de The Locket (1946).
Cronyn també va actuar per a la televisió. Entre els programes en què va intervenir figuren The Barbara Stanwyck Show, Alfred Hitchcock Presents (episodi "Kill With Kindness", 1956) i Hawaii Five-O , en els capítols "Over Fifty Steal" (1970) i "Odd Man In" (1971).
Cronyn es va casar amb l'actriu Jessica Tandy el 1942, actuant amb ella en moltes de les seves més destacades interpretacions, tant dramàtiques com cinematogràfiques o televisives. Entre les quals poden citar-se The Green Years, The Gin Game, Foxfire, '*batteries not included, Cocoon i Cocoon: The Return.
La parella va protagonitzar una sèrie radiofònica de curta durada, The Marriage (1953-1954), basada en l'obra que van representar a Broadway, The Fourposter, i treballant al costat de Denise Alexander. Estava previst traslladar el xou a la televisió, sota producció i interpretació del mateix Cronyn. Tanmateix, Tandy va patir un avortament i el projecte es va suspendre.
El matrimoni va tenir una filla, Tandy, i un fill, Christopher. Cronyn i Tandy van viure a Children's Bay Cay (Bahamas), en una propietat a Pound Ridge, Nueva York i, finalment, a Easton Connecticut, en una casa colonial holandesa. Jessica Tandy va morir el 1994, a causa d'un càncer d'ovari quan comptava amb 85 anys.
Cronyn va estar inclòs en la llista negra de Hollywood durant un temps – no a causa de les seves pròpies activitats polítiques, sinó per contractar, sovint sense preocupar-se en absolut de les seves idees polítiques, persones que apareixien en la llista negra.
Després d'enviduar de Tandy, Cronyn es va casar amb l'autora Susan Cooper el juliol de 1996. El 1991 es va publicar la seva autobiografia, A Terrible Liar (ISBN 0-688-12844-0).
El 1988 Cronyn va ser nomenat Oficial de l'Orde del Canadà, i el 1999 el van posar al Passeig de la Fama del Canadà.
Hume Cronyn va morir el 2003 a Fairfield, Connecticut, a causa d'un càncer de pròstata. Tenia 91 anys.

## Filmografia
- 1943: Shadow of a Doubt: Herbie Hawkins
- 1943: Phantom of the Opera: Gerard
- 1943: The Cross of Lorraine: André Duval
- 1944: El bot salvavides (Lifeboat): Stanley Garrett ("Sparks")
- 1944: The Seventh Cross: Paul Roeder
- 1944: Blonde Fever: Diner at Inn
- 1945: Main Street After Dark: Keller
- 1945: The Sailor Takes a Wife: Freddie
- 1946: Ziegfeld Follies: Monty
- 1946: The Green Years, de Victor Saville: Papa Leckie
- 1946: The Postman Always Rings Twice: Arthur Keats
- 1946: A Letter for Evie: John Phineas McPherson
- 1946: The Secret heart: Dinner Party Convidat (veu)
- 1947: The Beginning or the End: Dr. J. Robert Oppenheimer
- 1947: Brute Force: Capità Munsey
- 1948: The Bride Goes Wild: John McGrath
- 1949: Top o' the Morning: Hughie Devine
- 1951: People Will Talk: Prof. Rodney Elwell
- 1954: The Marriage (sèrie TV): Ben Marriott
- 1956: Crowded Paradise: George Heath
- 1956: Chrysler Festival (sèrie TV): Host
- 1959: Casa de nines (A Doll's House) (TV): Nils Krogstad
- 1959: The Moon and Sixpence (TV): Dirk Stroeve
- 1960: Juno and the Paycock (TV)
- 1960: Sunrise at Campobello: Louis Howe
- 1963: Cleopatra: Sossigène
- 1964: Hamlet: Polonius
- 1969: Chicago, Chicago (Gaily, Gaily): Tim Grogan
- 1969: El compromís (The Arrangement): Arthur
- 1970: El dia dels tramposos (There Was a Crooked Man...): Dudley Whinner
- 1974: Conrack: Mr Skeffington
- 1974: The Parallax View: Bill Rintels
- 1981: The Gin Game (TV): Weller Martin
- 1981: Disbauxa a l'autopista (Honky Tonk Freeway): Sherm
- 1981: Una dona de negocis (Rollover): Maxwell Emery
- 1982: El món segons Garp (The World According to Garp): Mr Fields
- 1984: Impulse: Dr. Carr
- 1985: Brewster's Milions: Rupert Horn
- 1985: Cocoon: Joseph Finley
- 1987: Foxfire (TV): Hector Nations
- 1987: Els nostres meravellosos aliats (*batteries not included): Frank Riley
- 1988: Cocoon: The Return: Joseph Finley ("Joe")
- 1989: Day One (TV): James F. Byrnes
- 1989: Age-Old Friends (TV): John Cooper
- 1991: Christmas on Division Street (TV)
- 1992: Broadway Bound (TV): Ben
- 1993: To Dance with the White Dog (TV): Robert Samuel Peek ("Mr Sam")
- 1993: L'informe pelicà (The Pelican Brief): cap Suprem de la Cort de Justícia Rosenberg
- 1994: Camilla: Ewald
- 1995: People: A Musical Celebration (TV): Avi
- 1996: Marvin's Room: Marvin
- 1997: 12 Angry Men (TV): Jurat n°9
- 1997: Alone (TV): John Webb
- 1998: Angel Passing
- 1999: Seasons of Love (fulletó TV): Lonzo
- 1999: Sea People (TV): Mr John McRae
- 1999: Santa and Pete (TV): Saint Nick
- 2000: Yesterday's Children (TV): Sonny Sutton
- 2001: Off Season (TV): Sam Clausner
- 2004: A Separate Peace (TV): Professor Carmichael

### com a guionista
- 1948: Rope
- 1949: Under Capricorn
- 1984: The Dollmaker (TV)

### com a productor
- 1950: Actors Studio (sèrie TV)

## Premis i nominacions

### Premis
- 1990: Primetime Emmy al millor actor en minisèrie o especial per Age-Old Friends
- 1992: Primetime Emmy al millor actor en minisèrie o especial per Broadway Bound
- 1994: Primetime Emmy al millor actor en minisèrie o especial per To Dance with the White Dog

### Nominacions
- 1945: Oscar al millor actor secundari per The Seventh Cross
- 1984: Primetime Emmy al millor actor en sèrie o especial per The Dollmaker
- 1986: Saturn Award al millor actor per Cocoon
- 1988: Primetime Emmy al millor actor en minisèrie o especial per Foxfire
- 1990: Saturn Award al millor actor per Cocoon: The Return
- 1992: Primetime Emmy al millor actor en minisèrie o especial per Christmas on Division Street
- 1993: Globus d'Or al millor actor secundari en sèrie, minisèrie o telefilm per Broadway Bound
- 1998: Primetime Emmy al millor actor en minisèrie o telefilm per 12 Angry Men